# Peltigera membranacea
Espèce
Peltigera membranacea est une espèce de lichens.